# Parque nacional de Abisko
El parque nacional de Abisko es un parque nacional de Suecia localizado en la parte norte del país, en la Provincia de Norrbotten.
Geográficamente, está situado en la provincia sueca de la Laponia al lado de la frontera con Noruega, y pertenece al municipio de Kiruna, el más norteño y mayor municipio en Suecia. Un lateral del parque lo forma el lago Torneträsk, uno de los mayores lagos del país, y junto al cual se sitúa la pequeña aldea de Abisko, y se extiende unos 15 kilómetros al Suroeste. El parque está a 200 kilómetros al norte del círculo polar ártico y su área total es de 77 km².
El parque se fundó en 1909, el mismo año en el que se promulgaron las primeras leyes de conservación de la naturaleza en Suecia. El propósito original del parque nacional de Abisko era la «preservación de un área de características nórdicas en su condición original y como apoyo a la investigación científica». Con el tiempo el parque se ha convertido en una importante atracción turística.
El sendero llamado Kungsleden que atraviesa la cadena montañosa escandinava, tiene uno de sus extremos en la aldea de Abisko y desde allí atraviesa el parque nacional.

## Fauna
Hay unas 170 especies de pájaros en el parque.
Entre los mamíferos menores más comunes se encuentran la marta, el armiño, la ardilla y el lemming. Entre los mayores animales, el alce es muy común, rastros y excrementos de este animal son fáciles de encontrar; en cambio, el glotón, zorro árticos, linces y osos sólo son visibles esporádicamente.

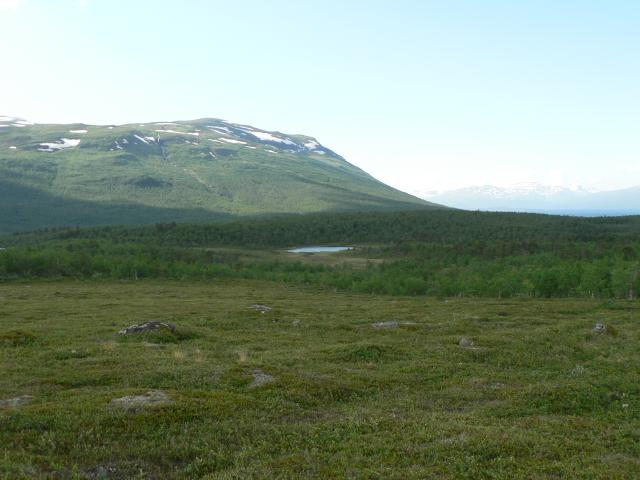
Vista panorámica del parque nacional de Abisko.

Considerado como uno de los últimos grandes parajes vírgenes de Europa, Abisko es uno de los mejores lugares para observar las auroras boreales gracias a la ausencia de contaminación lumínica y a los vientos que despejan las nubes.
Los visitantes también pueden recorrer un muy interesante sendero que recorre Laponia el Camino del Rey (Kungsleden) de 439 km de longitud. Sólo hay dos hoteles dentro del parque, pero si esperas un cinco estrellas y traslados gratuitos estás muy equivocado. Uno es el Hotel de Hielo de Kiruna, y otro es Abisko Mountain Station, al que sólo se puede llegar en un teleférico.